# ماليو (لومباردي)
ماليو ( لوديجيانو : Malé ) هي كومونا (بلدية) في مقاطعة لودي في منطقة لومباردي الإيطالية ، وتقع على بعد حوالي 60 كيلومتر (37 ميل) جنوب شرق ميلانو وحوالي 25 كيلومتر (16 ميل) جنوب شرق لودي .
تقع ماليو على حدود البلديات التالية: Pizzighettone و كاستيلغيروندو و كودوجنو وكورنوفيكيو وكورنو جيوفين و سان فيورانو و سانتو ستيفانو لوديجيانو.

## روابط خارجية
- الموقع الرسمي